# أولانريواجو دورودولا
أولانريواجو دورودولا (بالإنجليزية: Olanrewaju Durodola)‏ مواليد 1 أكتوبر 1977 في أبوجا، هو ملاكم محترف نيجيري. شارك في دورة الألعاب الأولمبية الصيفية سنة 2008.

## إحصائيات
خاض خلال مسيرته 58 نزالا، فاز في 48 ولم يتعادل وخسر في 10. فاز بالضربة القاضية في 42 نزالا.

## روابط خارجية
- أولانريواجو دورودولا على موقع بوكس ريك (الإنجليزية) (registration required)
- أولانريواجو دورودولا على موقع اللجنة الأولمبية الدولية (الإنجليزية)
- أولانريواجو دورودولا على موقع أوليمبيديا (الإنجليزية)
- أولانريواجو دورودولا على موقع اتحاد ألعاب الكومنولث (مؤرشف) (الإنجليزية)
- أولانريواجو دورودولا على موقع دورة ألعاب الكومنولث 2006 (مؤرشف) (الإنجليزية)